# Chrismopteryx undularia
Chrismopteryx undularia är en fjärilsart som beskrevs av Blanchard 1852. Chrismopteryx undularia ingår i släktet Chrismopteryx och familjen mätare. Inga underarter finns listade i Catalogue of Life.